# Marley (Dover)
Marley – osada w Anglii, w hrabstwie Kent, w dystrykcie Dover, blisko Deal. Leży 19 km na wschód od miasta Canterbury i 107 km na wschód od centrum Londynu.